# Crocidura silacea
Crocidura silacea — вид ссавців родини Soricidae. Він зустрічається в Анголі, Малаві, Мозамбіку, ПАР, Есватіні, Танзанії, Уганді, Замбії та Зімбабве. Його природними середовищами існування є сухі савани, субтропічні або тропічні сухі чагарники, чагарникова рослинність середземноморського типу, субтропічні або тропічні високогірні луки та скелясті місцевості.

## Загрози й охорона
Здається, серйозних загроз для цього виду в цілому немає. Цей вид був зареєстрований у низці охоронних територій, включаючи Національний парк Крюгера, Південна Африка. Потрібні додаткові дослідження поширення та природної історії цього виду